# VV Heerenveen in het seizoen 1959/60
Het seizoen 1959/1960 was het zesde jaar in het bestaan van de Heerenveense betaaldvoetbalclub Heerenveen. De club kwam uit in de Tweede divisie B en eindigde daarin op de derde plaats, na promotiewedstrijden tegen Roda Sport werd promotie afgedwongen voor de Eerste divisie.

## Wedstrijdstatistieken

### Tweede divisie B
|       | Be Quick | Enschedese Boys | Hilversum | Oldenzaal | PEC   | Rheden | Tubantia | Velocitas | Velox | Zeist | Zwartemeer | Zwolsche Boys |
| ----- | -------- | --------------- | --------- | --------- | ----- | ------ | -------- | --------- | ----- | ----- | ---------- | ------------- |
| Thuis | 6 – 0    | 1 – 0           | 0 – 1     | 4 – 0     | 3 – 0 | 2 – 0  | 3 – 0    | 3 – 2     | 4 – 1 | 1 – 1 | 4 – 1      | 8 – 4         |
| Uit   | 2 – 0    | 6 – 1           | 1 – 1     | 1 – 1     | 1 – 0 | 1 – 0  | 0 – 1    | 0 – 1     | 2 – 2 | 1 – 0 | 3 – 2      | 1 – 0         |

### Beslissingswedstrijd om plaats 2
| Beslissingswedstrijd | Enschedese Boys                            | 2 – 0 (2 – 0) | Heerenveen |
| 10 april 1960 Plaats: Deventer Go Ahead-terrein aan de Vetkampstraat Toeschouwers: 13.000 Scheidsrechter: Henk van der Veer | Henk Leusink 8' Bennie van Stuivenberg 23' |               |            |

### Promotiewedstrijd
| Promotiewedstrijd 1                                                                                  | Heerenveen                                            | 4 – 0 (0 – 0) | Roda Sport |
| 1 mei 1960 Plaats: Heerenveen J.H. Kruisstraat Toeschouwers: 5.000 Scheidsrechter: Huib van den Berg | Bart Hainje 57' Sikke Venema 57', 63' Eppie Hofma 78' |               |            |
| Promotiewedstrijd 2                                                                                  | Roda Sport                                            | 0 – 0         | Heerenveen |
| 8 mei 1960 Plaats: Kerkrade Jonkerbergstraat Toeschouwers: 3.500 Scheidsrechter: Janus Aalbrecht     |                                                       |               |            |

## Statistieken Heerenveen 1959/1960

### Eindstand Heerenveen in de Nederlandse Tweede divisie B 1959 / 1960
| Stand | Gespeeld | Gewonnen | Gelijk | Verloren | Punten | Doelpunten voor | Doelpunten tegen |
| ----- | -------- | -------- | ------ | -------- | ------ | --------------- | ---------------- |
| 3e    | 24       | 12       | 4      | 8        | 28     | 48              | 29               |

### Topscorers
| #      | Naam         | Goal |
| ------ | ------------ | ---- |
| 1.     | Sikke Venema | 22   |
| 2.     | Henk Hainje  | 7    |
| 3.     | Bart Hainje  | 5    |
| 4.     | Gerrit Abma  | 4    |
| 4.     | Eise Bosma   | 4    |
| 6.     | Piet Fleur   | 2    |
| 6.     | Eppie Hofma  | 2    |
| 8.     | Henk Weide   | 1    |
| 8.     | Klaas Ringia | 1    |
| Totaal | Totaal       | 48   |

| #      | Naam        | Goal |
| ------ | ----------- | ---- |
| –      | Geen speler | 0    |
| Totaal | Totaal      | 0    |

| #      | Naam         | Goal |
| ------ | ------------ | ---- |
| 1.     | Sikke Venema | 2    |
| 2.     | Bart Hainje  | 1    |
| 2.     | Eppie Hofma  | 1    |
| Totaal | Totaal       | 4    |